# Zádor-vár
Zádorvár vagy Himfy-vár jelentős maradványai a Balaton-felvidék zöldellő lankái között terül el a csupán néhány utcából álló Barnag és Pécsely község között. Pécsely községből kiindulva jó egyórányi kapaszkodás után érhetjük el a romokat a 363 méter magas hegycsúcson, Barnag irányából akár gépjárművel is megközelíthető a Balaton-felvidéki Nemzeti Park csodálatos erdei és ősborókásain keresztül.

## Fekvése
A Pécselytől északra fekvő meredek hegyre, a Derék-hegyre (Zádor-hegynek is nevezik) jelzett turistaút vezet a 14. század végén épült gótikus stílusú Zádorvárhoz.

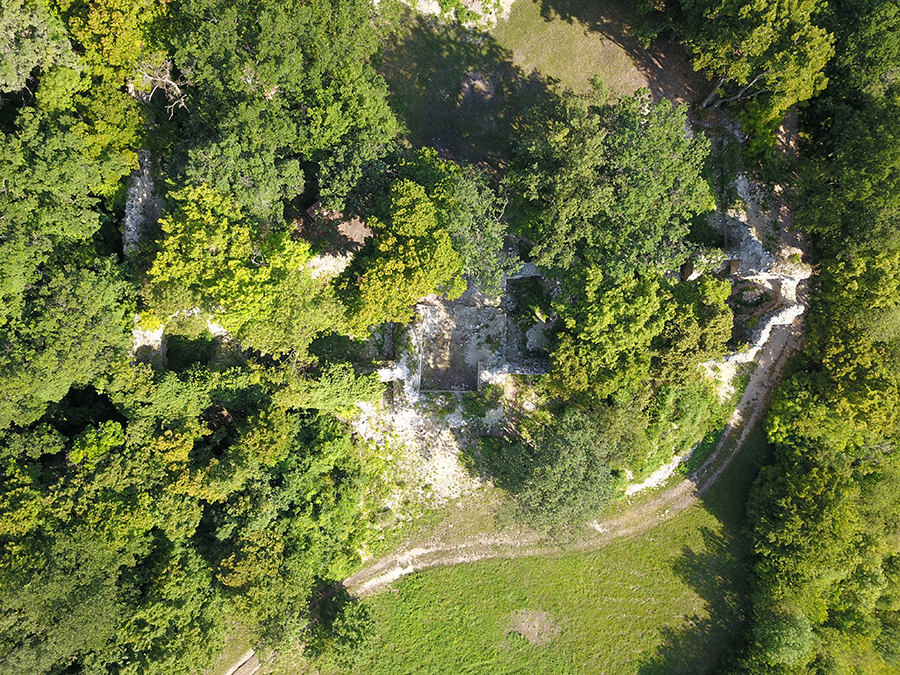
Zádorvár - légi fotó

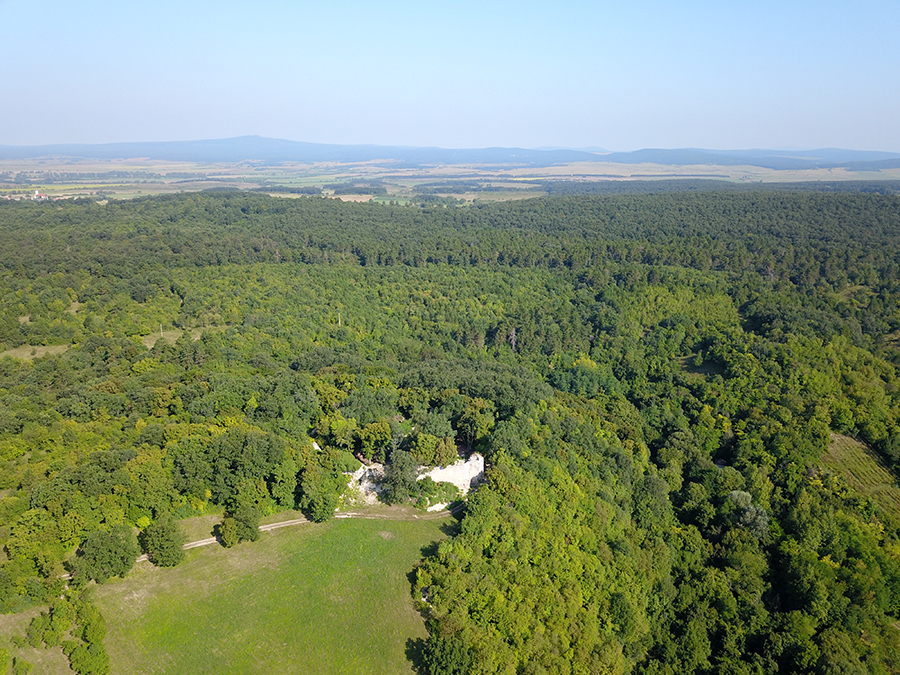
Zádorvár - légi felvétel

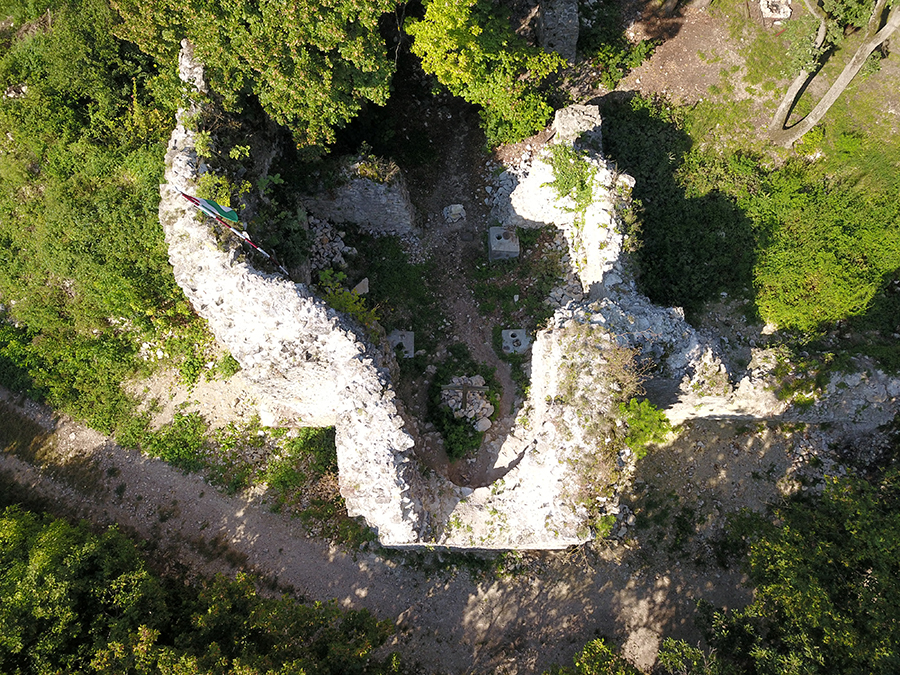
Zádorvár a magasból

## A vár rövid története
A vár területére vonatkozó – eddig ismert – első tárgyi emlékek az őskorból származnak. A vár jelenlegi területén és a most látható falai alatt nagyméretű, i. e. 7000-4500 körüli időből (neolitikum) őskori, eddig nem ismert műhelytelepet azonosítottak a 2018-as ásatások.
Az első kőből épített épületről 1374-ben emlékeznek meg az oklevelek. Ekkor Himfy Benedek – mint I. Lajos helyi adószedője – épített épületet a mai vár helyén. Mivel Himfy Benedek a veszprémi Káptalan területén építkezett, a Káptalan panasszal élt. Ezért a Himfy család négyéves pereskedést követő kiegyezés szerint elhagyta a helyszínt.
1382-ben jelent meg a Vezsenyi család a Balaton-felvidéken, ahol többek között Barnag jobbágyfalut kapták Anjou Mária királynőtől hűségük elismeréseként. A Vezsenyi család ezzel új birtokokkal gazdagodott, de emellett a Szolnok környéki birtokaikat sem adták fel.
Mária királynő 1384. december 6-án keltezett oklevelében Vezsenyi László királyi étekfogónak engedélyt adott egy erődített rezidencia, vár létesítésére.  „…neki kegyesen és teljhatalmunknál fogva engedélyezzük és megengedjük, hogy ő a „Szabad” nevű hegyen, ami Veszprém megyében található, az ő Barnag nevű birtokának határain belül, amely (hegyről) azt mondják, Lászlóé, várat avagy erősséget vagy más erődítményt létesítsen és építsen, és azt a maga és összes utódai és örökösei számára örökre fenntartsa mások jogának sérelme nélkül…”
1386-ra elkészült a Zádorvár jelenlegi formájának kialakítása. Az előkelő család azonban a várát nem a saját, hanem a veszprémi káptalan földjén építette fel. Erről tanúskodik a Káptalan 1386-os jelentése, miszerint „…Vezsenyi Miklós fia, László elfoglalta "Zabad" hegyét, majd sietve kővárat emeltetett…”
Az építkezés ellen a veszprémi káptalan ismét tiltakozást jelentett be, és az őt ért sérelem miatt jogorvoslatért bírósághoz fordult. Hosszas egyezkedés – amely során a Vezsenyiek megpróbálták megvenni az építkezésben érintett birtokot - és vita - mert a Himfy leszármazottak is megtámadták a birtokon lévő építkezésüket lezáró, korábbi egyezséget - kezdődött. A birtokvitából keletkezett pert végül a veszprémi káptalan javára ítélték meg, és az Országbíró 1394-ben, határozatában kötelezte a Vezsenyieket a birtokháborítás megszüntetésére.
A Vezsenyiek ezt követően az 1400-as évig Zádorvárat elhagyták, új rezidenciájukat a közeli Nagyvázsony belterületén hozták létre, ezzel megszületett a Nagyvázsony vára.
A Zádorvár a Vezsenyi család távozásával jogi értelemben lakatlanná vált, sorsára hagyva „gazdátlanul” állt a további évszázadokban, de az feltételezhető, hogy ennek ellenére a várat használták.
1472-ben a Vezsenyi család férfiági kihalását követően, a Balaton-felvidéki Vezsenyi-birtokokat Mátyás király Kinizsi Pálnak adományozta. Talán innen eredhet, hogy akkor ezt a várat Kinizsi-vár néven is emlegették, bár maga a vár sosem volt a Kinizsi-birtok része.
Írásos és szájhagyomány útján megmaradt emlékek alapján, Mátyás király halálát követően rövid ideig cseh huszita zsoldosok is bevették magukat a Zádorvár falai közé, vezetőjük pedig egy, a tihanyi kolostorból kilépett pap volt. A folyamatos környéket sújtó zsarnokoskodásuknak, rablásaiknak a jobbágyok folyamatos panaszát követően a nagyvázsonyi vár kapitánya vetett végett: a martalócokat mind egy szálig levágta, vezetőjüket, pedig a megkínzását követő beismerő vallomása alapján kivégeztette.
A várat a végvárrendszerbe nem sorolták be, ezért várnak hadászati szerepe nem volt. Az feltételezhető, hogy ennek ellenére nem hivatalosan, de folyamatosan lakhatták a várat. De mivel a vár nem az aktuális „lakók” tulajdona volt, ezért folyamatosan romlott az állapota.
Az a birtok, amelyen Zádorvár állt, egészen 1652-ig káptalani birtok volt. Zádorvár 1652-ben a veszprémi káptalannal történt birtokrendezést követően III. Ferdinánd király birtokába került. III. Ferdinánd több egyéb birtoktesttel együtt ezt a területet is - akkor a rajta lévő épületegyüttest Pusztavárnak hívva - Zichy Istvánnak adományozta, és így Pusztavár/Zádorvár egészen 1945-ig a Zichy birtok részét képezte. Zádorvárat a Zichy család sem használta, nem is fordított figyelmet és nem költött a vár megóvására, javítására. Azzal, hogy jelentős csaták a várat nem rombolták, a falakat át- vagy hozzá 1394 után nem építettek, a jelenleg álló falak változtatás nélkül az 1374-94-es építési időszakának jegyeit hordozzák magukon.
A romos Zádorvár 1958-ban műemlék besorolást kapott, majd 1991-től Pécsely község önkormányzatának tulajdonába került. 2016 márciusától Pécsely önkormányzata a Történelmi Emlékekért Alapítvány használatába adta Zádorvárat annak érdekében, hogy megvalósuljon a vár megóvása, feltárása és így kialakításra kerüljön egy rendezett környezettel rendelkező kedvelt történelmi és turisztikai célpont.

## A vár elrendezése
A ma fákkal-bokrokkal erősen benőtt, ugyanakkor gondosan rendben tartott területen lévő, magas falakkal körbevett épületegyüttesen belül a déli oldal ad helyet a lakórésznek, amelyhez egy, a keleti falsíkból kiugróan, negyed körívű boltozattal záródó apszissal rendelkező kápolna is csatlakozik. A déli falszakasz közepén helyezkedik el a kaputorony, amelynek bejáratát vélhetően statikai okokból elfalazták, a délnyugati sarokban pedig szintén egy erős és magas torony áll. Udvara 55 m x 60 méteres, és közel szabályos négyszöget alkot.
A vár déli fala elől páratlan látvány tárul a felkapaszkodó kirándulók elé a közeli Balaton irányába. Itt található a Séd forrás (más néven Zádor-kút) is, amelyhez meredek, erdei lépcsősoron lehet lejutni; vize bő hozamú és kristálytiszta. A vár melletti kisebb tisztáson nyaranta cserkészek sátortáboroznak, illetve több napos turistautakat járó hátizsákos turisták, természetjárók is gyakran itt verik fel aznapi szálláshelyüket.

## Képek

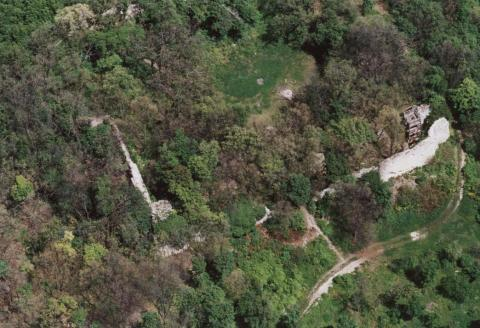
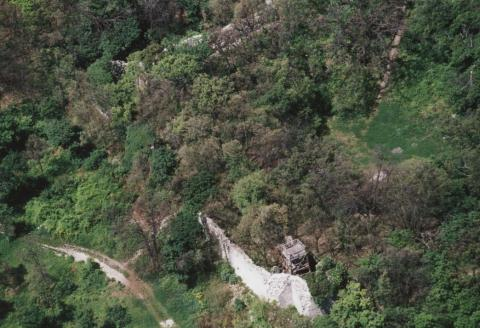